# Beli Plast, Kărdjali
Beli Plast (în bulgară Бели Пласт) este un sat în comuna Kărdjali, regiunea Kărdjali,  Bulgaria. 

## Demografie
Componența etnică a satului Beli Plast
     Turci (99,45%)
     Nicio identificare (0,54%)
     Altele (0%)
La recensământul din 2011, populația satului Beli Plast era de 367 locuitori. Din punct de vedere etnic, majoritatea locuitorilor (99,45%) erau turci. Pentru 0,54% din locuitori nu este cunoscută apartenența etnică.